# Kirche Hl. Erzengel Gabriel (Dukat)

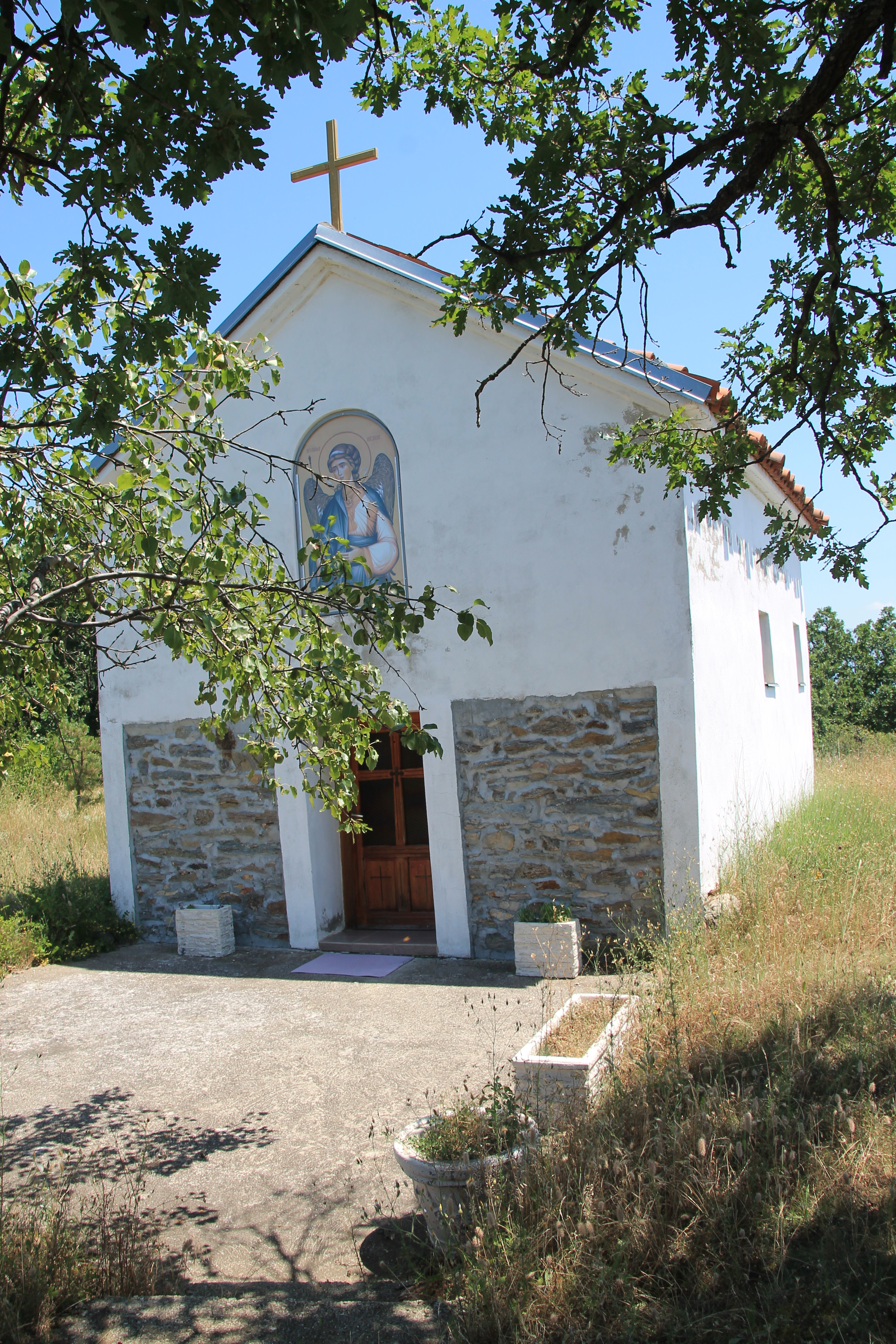
Die Kirche Hl. Erzengel Gabriel in Dukat

Die Kirche Hl. Erzengel Gabriel (serbisch: Црква Светог архангела Гаврила, Crkva Svetog arhangela Gavrila) im zur Opština Gadžin Han gehörenden Dorf Dukat, ist eine serbisch-orthodoxe Kirche im südöstlichen Serbien.
Das von 2009 bis 2010 erneuerte Kirchengebäude ist dem Hl. Erzengel Gabriel geweiht. Sie ist eine der Filialkirchen der Pfarrei Brestovac im Dekanat Leskovac der Eparchie Niš der Serbisch-Orthodoxen Kirche.

## Lage
Die Kirche steht nordöstlich des Dorfes Dukat unweit der Straße Ulica Braće Stojanovića. Zur Kirche führt ein nicht asphaltierter Weg.
In unmittelbarer Nähe der Kirche steht ein kleines Haus, das zu Erholungszwecken dient und als Kirchsaal fungiert. Bei der Kirche die von Natur umgeben ist, wurde ein kleiner Aussichtspunkt angelegt, mit einigen Bänken. Von diesem Aussichtspunkt hat man einen großen Panoramaüberblick auf die nähere und weitere Umgebung.

## Geschichte
Die Kirche stammt aus der Römerzeit und wurde zwischen 2009 und 2010 großflächig erneuert und renoviert.

## Architektur
Die Kirche ist in einfacher architektonischer Konzeption erbaut. Das einschiffige Kirchengebäude ist im Osten halbrund gestaltet und besitzt ein Satteldach. Der Eingang der Kirche befindet sich an der Westseite. An der Westfassade wurden teilweise die originellen Steine belassen. Über dem Kircheneingang wurde eine große Patronatsikone des Hl. Erzengel Gabriel angebracht.
Im Kircheninneren steht eine hölzerne Ikonostase mitsamt im byzantinischen Stil gemalten Ikonen. Die Kirche ist nicht mit Fresken bemalt. An den Kirchenwänden hängen eine Vielzahl an Ikonen verschiedener Heiliger. Das Gotteshaus besitzt zwei Kirchkreuze auf dem Dach.
Direkt am Kircheneingang im Kircheninnenraum befindet sich ein kleiner Kirchladen. Auch zwei Ständer zum Kerzen anzünden stehen im Kircheninneren.

## Galerie

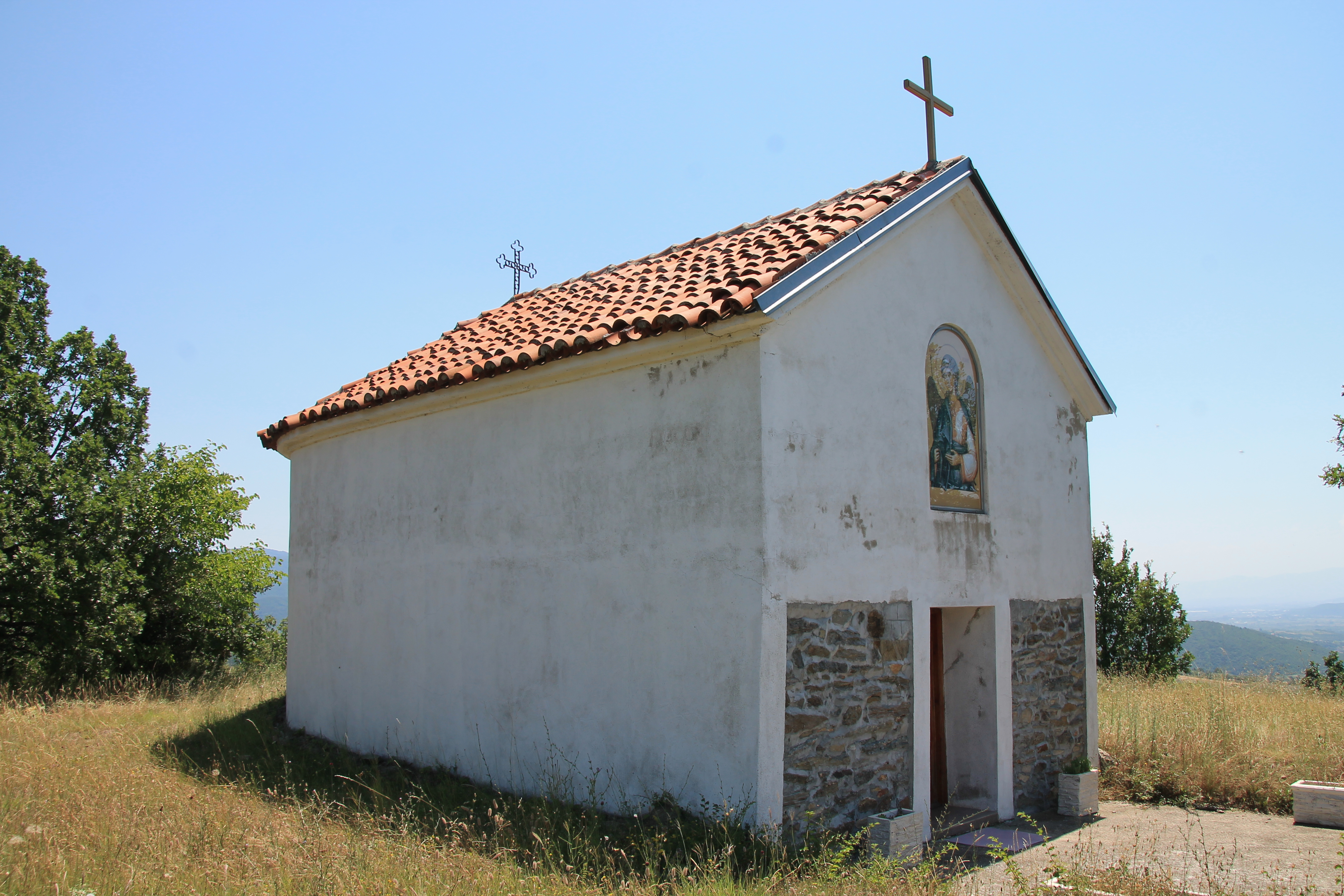
Die Westfassade der Kirche
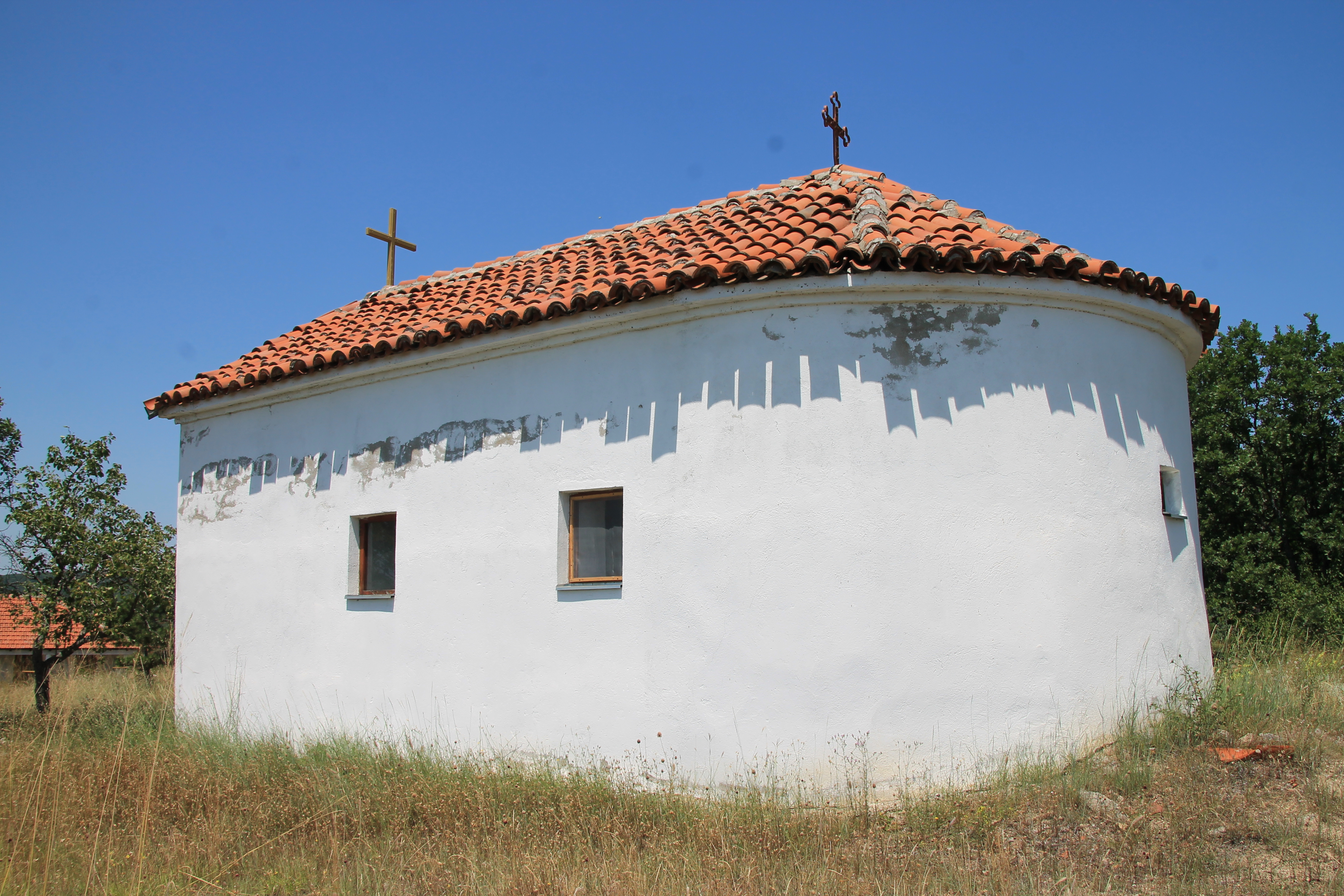
Die Ostseite der Kirche
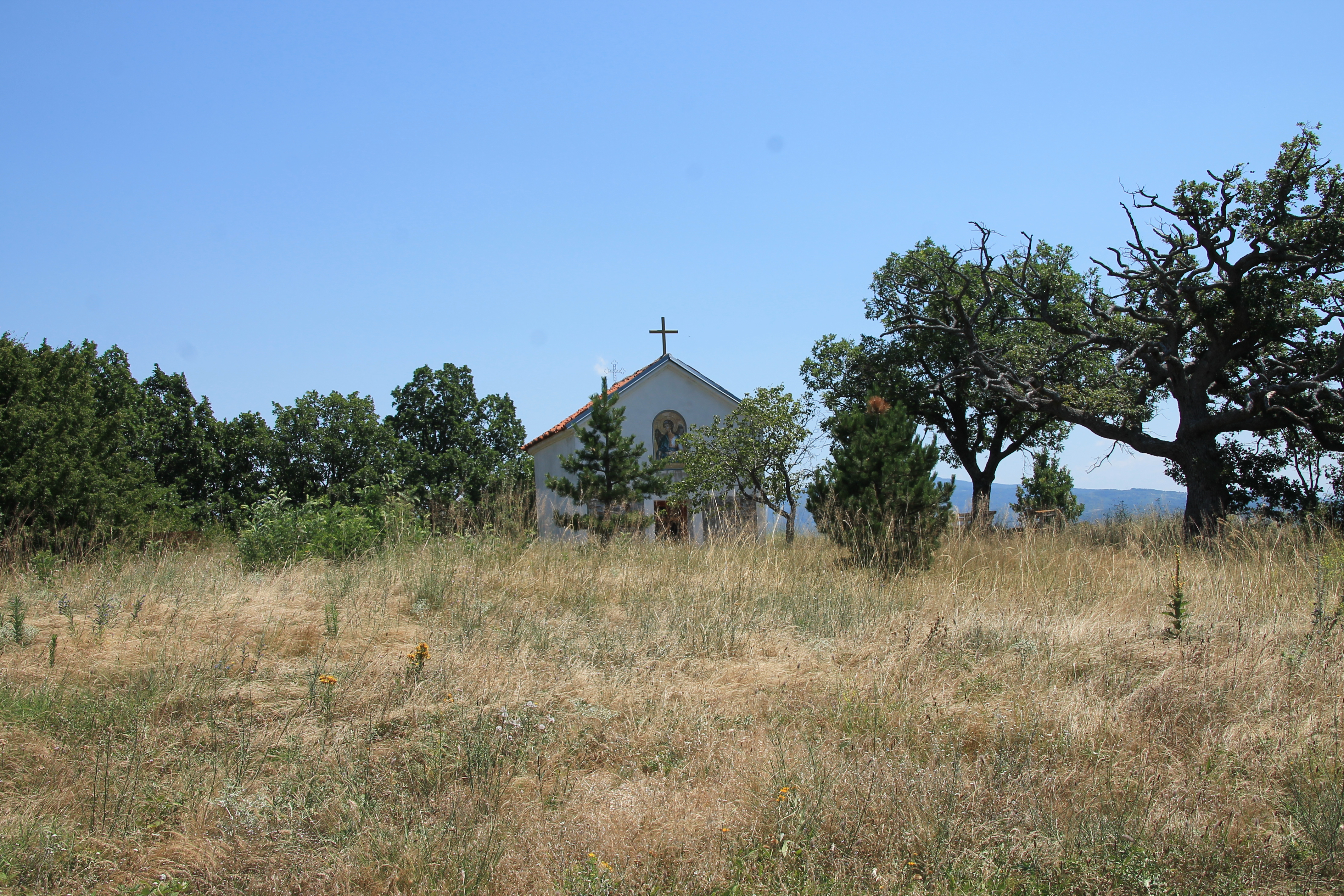
Die Kirche mit umgebender Natur
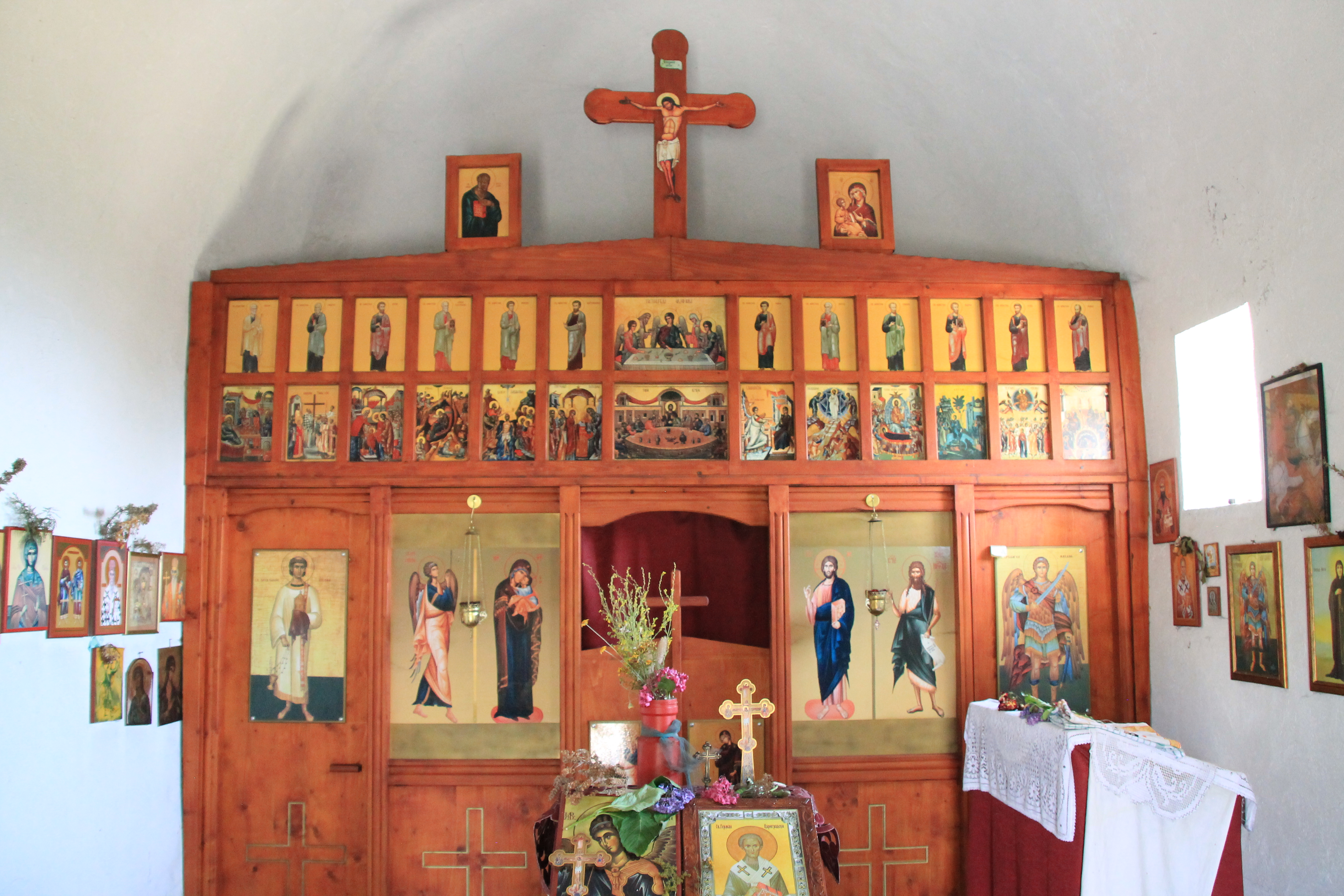
Die Ikonostase der Kirche
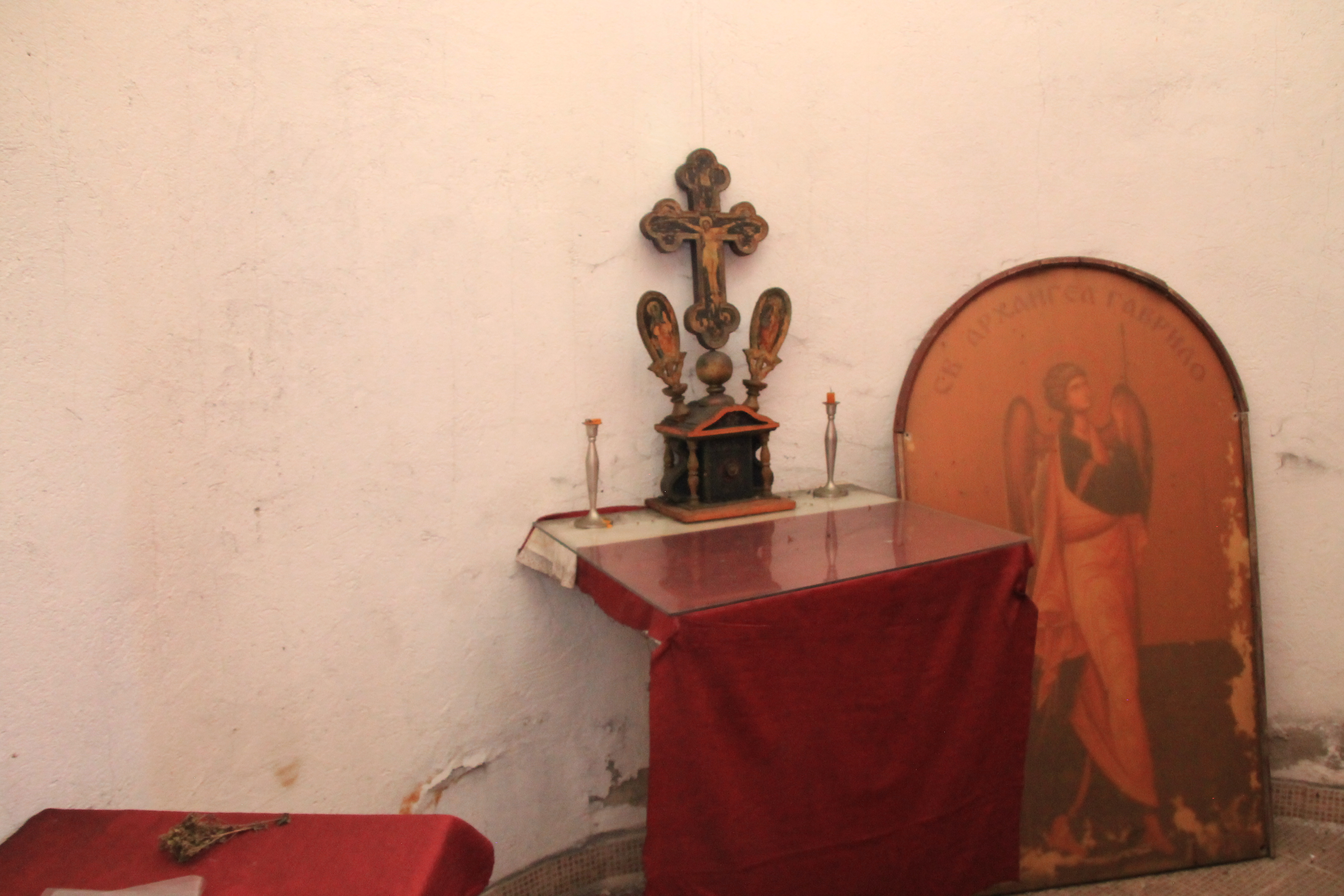
Kreuz und Ikonen
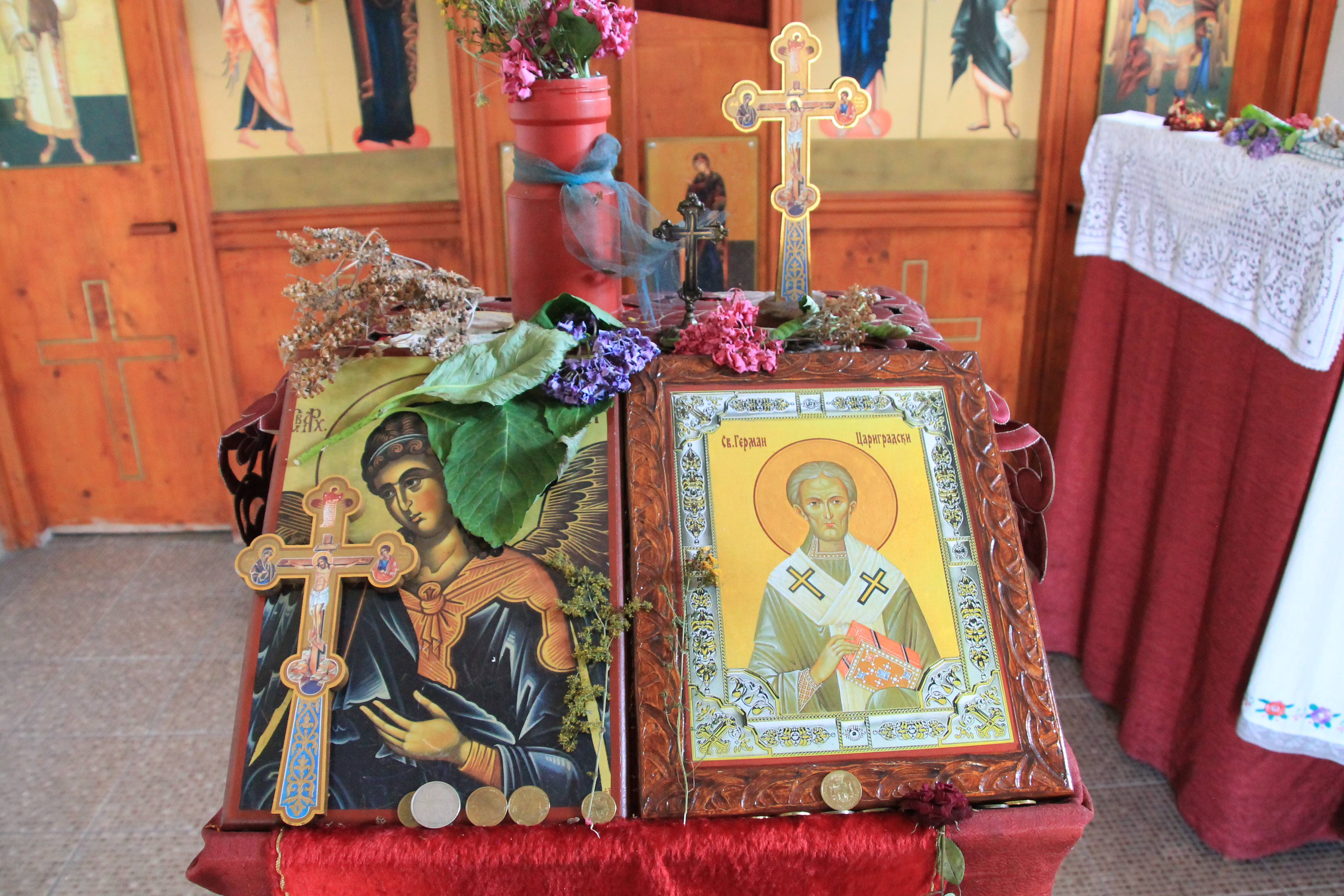
Ikonen und Blumenschmuck
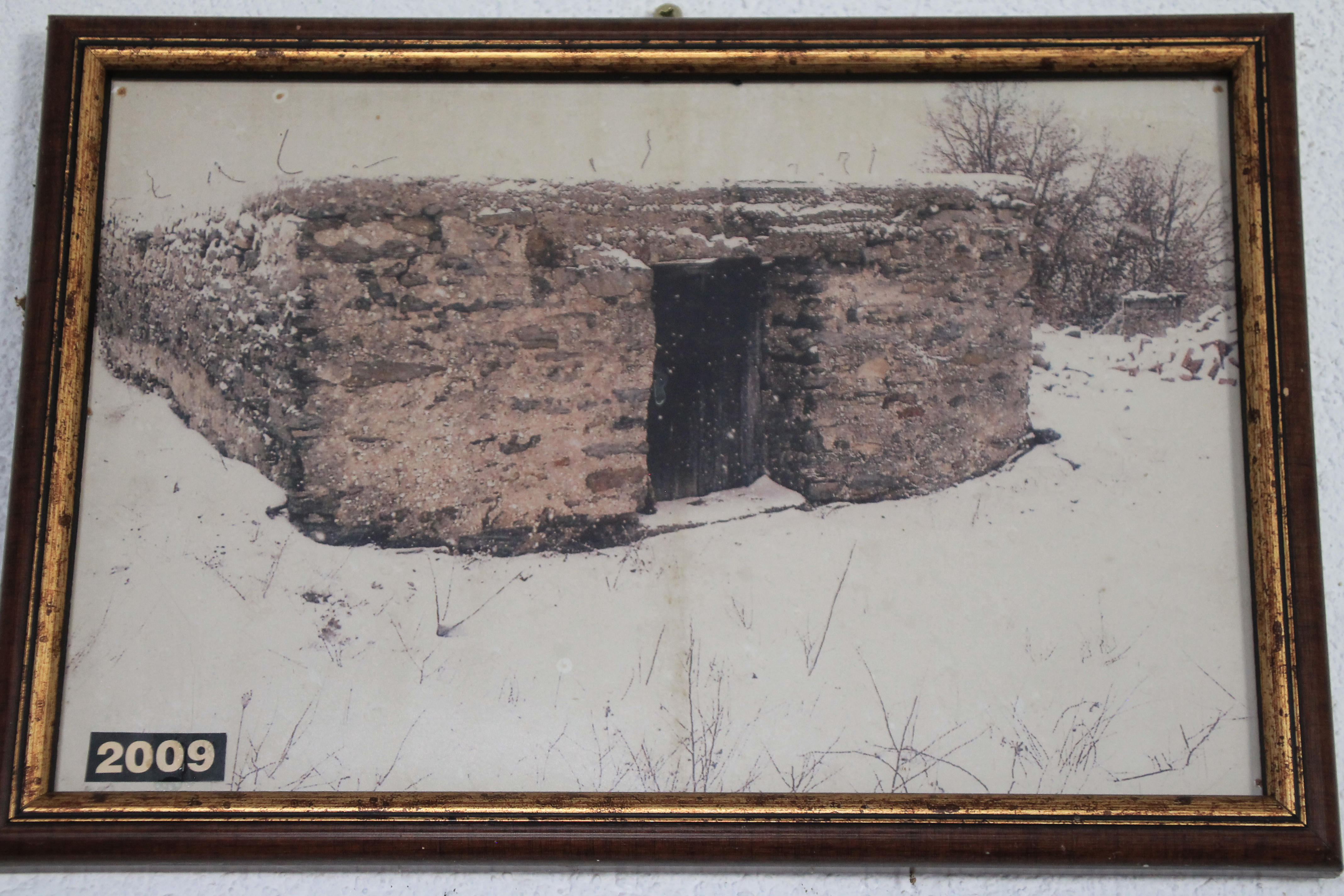
Die Kirche vor der Erneuerung